# Josef Sojka
Josef Sojka (* 18. března 1970) je bývalý český fotbalista, útočník.

## Fotbalová kariéra
V české lize hrál za Bohemians Praha. Nastoupil v 1 ligovém utkáních. Ve druhé lize nastoupil za AFK Lázně Bohdaneč ve 13 utkáních. Dále hrál i za FK Meteor Praha VIII.

## Ligová bilance
| Ročník                          | Zápasy | Góly | Klub            |
| ------------------------------- | ------ | ---- | --------------- |
| 1. česká fotbalová liga 1993/94 | 1      | 0    | Bohemians Praha |
| CELKEM                          | 1      | 0    |                 |